# Alpioniscus thracicus
Alpioniscus thracicus là một loài chân đều trong họ Trichoniscidae. Loài này được Andreev miêu tả khoa học năm 1986.